# Малая Нигва
Малая Нигва — река в России, протекает по Мещовскому району Калужской области.
Река Малая Нигва берёт начало в районе деревни Юрасово. Течёт на юго-запад. Устье реки находится у деревни Воронцово в 7 км по левому берегу реки Большая Нигва. Длина реки составляет 14 км.

## Данные водного реестра
По данным государственного водного реестра России относится к Окскому бассейновому округу, водохозяйственный участок реки — Ока от города Белёв до города Калуга, без рек Упа и Угра, речной подбассейн реки — бассейны притоков Оки до впадения Мокши. Речной бассейн реки — Ока.
Код объекта в государственном водном реестре — 09010100512110000020285.